# HEN 愛 LET'S GO!
『HEN 愛 LET'S GO!』（ヘンアイレッツゴー!）は、2015年3月25日にキューンレコード から発売された、日本のロックバンド、POLYSICSのスタジオ・アルバム。

## 概要
POLYSICSのメンバー・ハヤシの"HEN 愛（偏愛）”に焦点を当てた作品であり、本作ではハヤシの好きな飲食物をテーマとしている。初回仕様にのみ封入されているジャケットにはJAPANの「Tin Drum」やKraftwerkの「人間解体」をオマージュしたものが存在する。また、通常盤にはケン・イシイの「Jelly Tones」(1995)のジャケットをオマージュしたものが存在する。本作発売と同時に新たに公開されたアーティスト写真はYMOの「君に、胸キュン。」のミュージックビデオをモチーフとしている。本アルバム発売に伴い2015年5月から同年6月にかけて全国ツアー「POLYSICS TOUR 2017“HEN 愛 LET'S GO!”～ツナギなぼくら ツアーで、胸キュン。」が行われた。

## 楽曲解説
1. Dr Pepper!!!!!
テーマはDr Pepper[2]。ハヤシの愛する炭酸飲料であるがハヤシ自身は最初から好きだった訳ではなく、小学3年生の頃に初めて飲んだ際は独特な味わいを受け容れられず泣きながら捨てたという[5]。しかし、万人受けしなくとも独自の存在感を持つDr PepperにPOLYSICSの境遇を重ね合わせている[5]。
2. Homo Sausager
テーマはホモソーセージ（魚肉ソーセージ）[2]。ハヤシ自身はそのまま食べることも好んでいるが、薄切りにしてフライパンで焼いて食べるか鍋で茹でてからインスタントラーメンの具として使うこともオススメとしている[5]。
3. GT(Great Tan-men)
テーマはタンメン[2]。スタジオで出前を取る際に中華料理屋に頼んだ場合は必ずタンメンを選ぶほど[5]。好きになったキッカケはハヤシが幼少期の頃、共働きのために滅多に食事を共にしなかった父親が外食先ですごく美味しそうにタンメンを食べているのを見ていたことから[5]。ハヤシの最ものオススメとして『蒙古タンメン中本』のタンメンを挙げている[6]。
4. DTMK未来
テーマは伊達巻[2]。ハヤシは伊達巻について、こんなに美味しい食べ物であるにもかかわらずお正月でしか食べる機会がないことに疑問を抱いている[5][6]。
5. I'm Hard Boiled
テーマは固ゆで卵[2]。ハヤシ曰くゆで卵は固ゆで一択であり半熟卵について「チャラい」「なんか中途半端な気がしてイヤ」と語る[5]。フミとヤノもハヤシの意見に同調している[5]。楽曲にはスカの要素が取り入れられている[6]。
6. ラスポテトメモリーズ
テーマはラスポテト[2]。「ラスポテトは今どこで食べれるのか？」をテーマとした楽曲で歌詞にも「無性に食べたい　今食べたい」とあるが、楽曲発表に伴い製造会社へ許可の連絡を行なったところハヤシの元にラスポテトのキットが送られた為、リリース時点で今すぐにでも食べられる環境が実現してしまっている[6]。本アルバムの中では最後に完成された曲である[6]。
7. Ski Ski Die Skin(n)
テーマは皮（魚や餃子、メロンパン等）[2]。ただし、ハヤシにとって皮の魅力は中身があってのものと感じており、以前メロンパンの皮だけを食べた際に「こういうことではない」という気持ちになったことで両方あることの大切さを実感したという[5]。

## 収録曲

### CD
| #  | タイトル                 | 作詞             | 作曲             | 時間 |
| -- | ------------------------ | ---------------- | ---------------- | ---- |
| 1. | 「Dr Pepper!!!!!」       | Hiroyuki Hayashi | Hiroyuki Hayashi | 3:07 |
| 2. | 「Homo Sausager」        | Hiroyuki Hayashi | Hiroyuki Hayashi | 2:50 |
| 3. | 「GT(Great Tan-men)」    | Hiroyuki Hayashi | Hiroyuki Hayashi | 3:30 |
| 4. | 「DTMK未来」             | Hiroyuki Hayashi | Hiroyuki Hayashi | 3:33 |
| 5. | 「I'm Hard Boiled」      | Hiroyuki Hayashi | Hiroyuki Hayashi | 2:59 |
| 6. | 「ラスポテトメモリーズ」 | Hiroyuki Hayashi | Hiroyuki Hayashi | 3:04 |
| 7. | 「Ski Ski Die Skin(n)」  | Hiroyuki Hayashi | Hiroyuki Hayashi | 3:00 |